# Billy Bishop (Pilot)

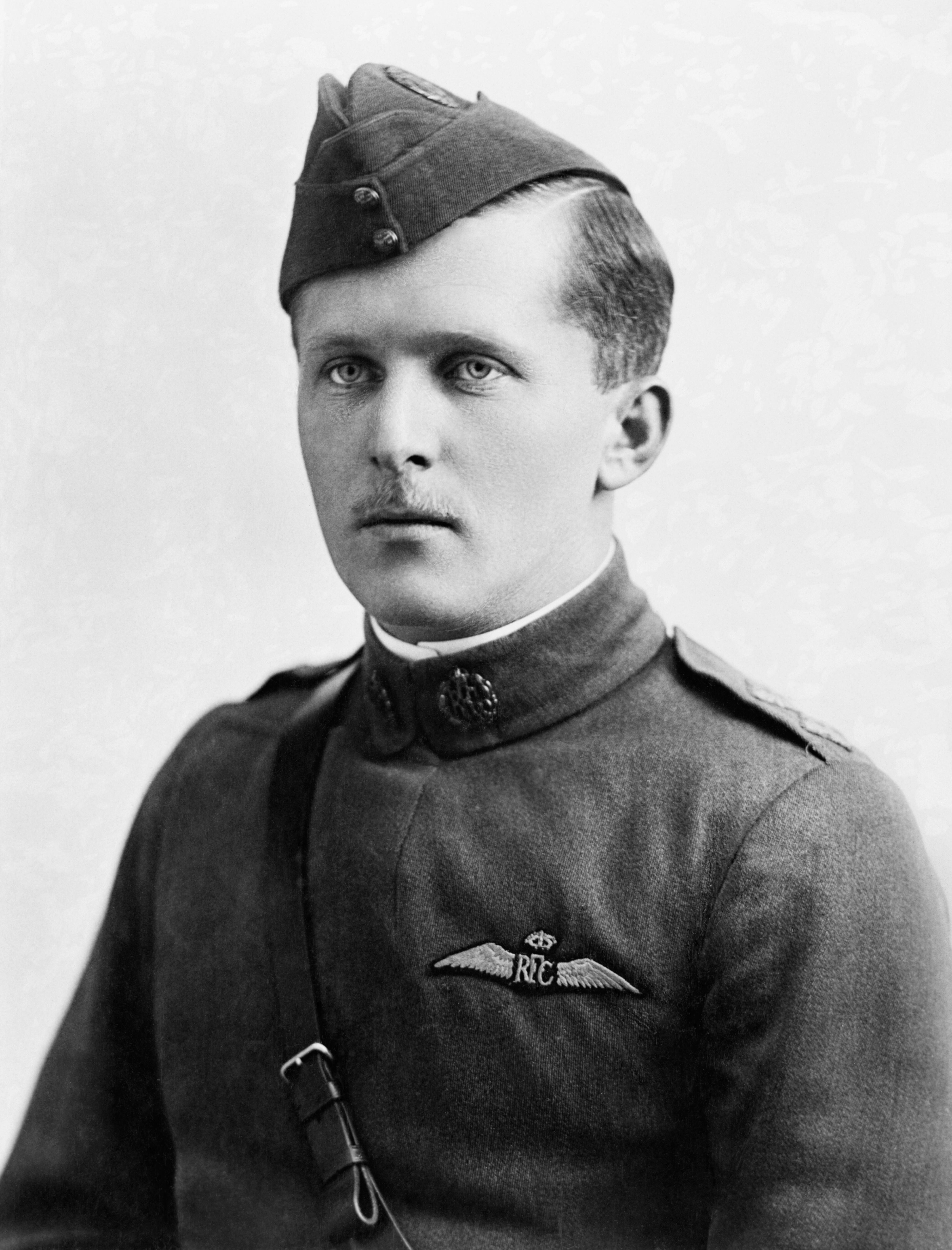
Bishop im Ersten Weltkrieg

William Avery „Billy“ Bishop (* 8. Februar 1894 in Owen Sound, Ontario; † 11. September 1956 in Palm Beach, Florida, USA) war ein kanadischer Jagdflieger im Ersten Weltkrieg. Offiziell erzielte er 72 Luftsiege, was ihn zur Nummer eins der kanadischen Jagdpiloten und der des Britischen Weltreichs im Ersten Weltkrieg machte. Seine hohe Abschusszahl ist aber unter Historikern der Royal Canadian Air Force sehr umstritten.

## Frühe Jahre
William Bishop wurde in Owen Sound, Ontario, geboren, als zweites Kind von William A. und Margaret Bishop. Sein Vater, ein Anwalt und Absolvent der Osgoode Hall Law School, war Registrierbeamter der Gemeinde Grey County. Während seines Besuchs des Owen Sound Collegiate and Vocational Institute gewann Bishop den Ruf eines Kämpfers, der sich selbst und schwächere Mitschüler gegen Raufbolde verteidigte. Den seinerzeit populären Teamsportarten gegenüber war er eher abgeneigt, vielmehr bevorzugte er Einzelsportarten, wie Schwimmen, Reiten und Schießen. Bishop war kein erfolgreicher Schüler. Er mied jedes Fach, das er nicht umgehend ohne Schwierigkeiten meistern konnte und blieb dem Unterricht häufig fern.
Mit 15 hatte Bishop seine ersten Erfahrungen mit der Fliegerei gemacht. Er baute sein erstes Flugzeug aus Pappkartons, Schnüren und Holzbrettern. Im Jahr 1914 begann der zwanzigjährige Bishop sein Studium am Royal Military College of Canada in Kingston, Ontario, wo auch sein Bruder im Jahr 1903 graduiert hatte. Im RMC war Bishop unter dem Spitznamen "Bish" und "Bill" bekannt. Gleich in seinem ersten Jahr fiel Bishop am RMC durch, weil er beim Spicken ertappt wurde.

## Dienst im Ersten Weltkrieg
Als der Erste Weltkrieg 1914 ausbrach, verließ Bishop im September 1914 das RMC und trat dem Mississauga Horse Cavalry Regiment bei. Im Januar 1915 wurde er zum Lieutenant befördert, erkrankte aber an einer Lungenentzündung, bevor sein Regiment nach Übersee geschickt wurde.
Nach seiner Erholung wurde er den 8th Canadian Mountain Rifles zugeteilt, einer berittenen Infanterieeinheit, die in London, Ontario stationiert war. Bishop besaß eine natürliche Begabung im Umgang mit Waffen und übertraf jeden seiner Kameraden bei Übungen am Schießstand. Ihm wurde eine nahezu „übermenschliche“ Sehstärke zugesprochen, die es ihm ermöglichte, weit entfernte Ziele zu treffen, und die von anderen nur noch als minimaler Punkt erkannt werden konnten.
Am 6. Juni 1915 verließ sein Regiment Kanada an Bord des Viehtransportschiffs Caledonia in Richtung England. Am 21. Juni wurde der Schiffskonvoi vor der Küste Irlands von deutschen U-Booten angegriffen. Zwei Schiffe sanken und 300 kanadische Soldaten wurden getötet. Bishops Schiff hingegen wurde nicht getroffen und erreichte den Hafen von Plymouth am 23. Juni.
Bishop war vom Schlamm und Ausharren in den Schützengräben schnell frustriert. Im Juli 1915, nachdem er ein RFC-Flugzeug von einer Mission zurückkommen sah, soll er gesagt haben: „...es ist sauber dort oben! Ich wette, man kriegt dort keinen Schlamm oder Pferdemist ab. Und wenn man stirbt, ist es zumindest ein sauberer Tod.“
Er wechselte zum Royal Flying Corps und wurde Beobachter, nachdem an der Flugschule keine Plätze für Piloten mehr frei waren. Das erste Flugzeug, mit dem er übte, war eine Avro 504. Bishop wurde ausgewählt, Luftaufnahmen zu machen und war bald schon qualifiziert genug, andere Aufklärer an der Kamera auszubilden. Im Januar 1916 wurde seine Squadron nach Frankreich abkommandiert. Bishops erste Kampfmission dort war ein Luftaufklärungsflug für die britische Artillerie. In der Folgezeit flog Bishop mehrere Bombereinsätze, ohne allerdings einmal seine Maschinengewehre auf ein feindliches Flugzeug abfeuern zu müssen. Als sein Vater einen Schlaganfall erlitt, konnte Bishop kurzzeitig nach Kanada zurückreisen, weshalb er auch den Beginn der Schlacht an der Somme im Juli 1916 verpasste.

## Rückkehr nach England
Bishop kehrte im September 1916 nach England zurück und konnte mit Beziehungen zu einer prominenten Freundin Lady St. Helier die Pilotenausbildung an der Central Flying School bei Upavon auf der Salisbury Plain absolvieren. Seinen ersten Soloflug hatte er in einer Maurice Farman „Shorthorn“. In den folgenden Monaten erlebte Bishop schwere Luftkämpfe mit deutschen Jagdpiloten und entging nur knapp einem Abschuss durch Manfred von Richthofen. Er wurde im April 1917 zum Captain befördert, im Mai 1917 mit dem Military Cross ausgezeichnet und auf deutscher Seite für seine Erfolge schnell berühmt und gefürchtet. Ernst Udet nannte ihn den besten Piloten Englands und man gab ihm den Spitznamen „Handlanger des Teufels“.
Im Juni 1917 kehrte Bishop nach Kanada als Nationalheld zurück und vermochte die kriegsmüde kanadische Öffentlichkeit zu mobilisieren. Er heiratete nun auch seine langjährige Verlobte Margaret Burden. Nach der Hochzeit wurde er im Zuge eines Rüstungsauftrags der britischen Luftwaffe nach Washington, D.C. berufen, um am Aufbau der amerikanischen Luftstreitkräfte mitzuwirken. Während dieser Zeit schrieb er seine Biographie mit dem Titel Winged Warfare.
Im April 1918 kehrte Bishop im Range eines Majors nach London zurück und kommandierte die No. 85 Squadron, die sogenannten „Flying Foxes“. Vom 30. Mai bis 1. Juni schoss Bishop sechs deutsche Jagdflugzeuge ab, darunter das deutsche Fliegerass Paul Billik, und erhöhte seine Abschüsse damit auf insgesamt 59, was ihn zum führenden Fliegerass der alliierten Piloten machte. Die kanadische Regierung war angesichts Bishops Popularität äußerst besorgt über den moralischen Effekt auf die Bevölkerung, sollte ihr bester Pilot im Luftkampf getötet werden. Bishop wurde daraufhin gegen seinen Willen im Juni 1918 nach England zurückbeordert, um bei Organisation und Aufbau der neuen Canadian Air Force mitzuhelfen.
Am 5. August 1918 wurde Bishop zum Lieutenant-Colonel befördert und erhielt den Posten des „Officer Commanding-designate of the Canadian Air Force Section of the General Staff, Headquarters Overseas Military Forces of Canada“. Als ihn die Nachricht des Waffenstillstands erreichte, befand er sich auf einem Schiff auf dem Weg nach Kanada. Er wurde am 31. Dezember vom Dienst der Canadian Expeditionary Force befreit und kehrte endgültig in sein Heimatland zurück.
Nach dem Ende des Krieges beanspruchte er für sich, 72 Luftsiege erzielt zu haben. Die kanadischen Historiker Hugh Halliday und Brereton Greenhous (beide waren offizielle Historiker der Royal Canadian Air Force) vermuteten, dass die tatsächliche Abschusszahl Bishops deutlich niedriger lag, da Bishop viele seiner Abschüsse, die er nach eigenen Angaben auf Einzelmissionen erzielte, nicht durch Zeugen bestätigt wurden. Weder von eigener, noch von deutscher Seite. Trotzdem wurden sie ihm von offizieller Stelle anerkannt.

## Späte Jahre
Im Jahr 1938 wurde Bishop ehrenhalber zum Air Marshal der Royal Canadian Air Force ernannt und war für die Rekrutierung neuer Piloten zuständig. In dieser Funktion war er so populär, dass aufgrund der überraschenden Vielzahl an Bewerbern nicht alle berücksichtigt werden konnten.
Er entwickelte ein Trainingssystem für neue Piloten über ganz Kanada hinaus und begründete den Commonwealth Air Training Plan, über den während des Zweiten Weltkriegs 167.000 Flieger in Kanada ausgebildet wurden. Im Jahr 1942 spielte Bishop sich selbst in dem Film Captains of the Clouds, der in Anerkennung an die RCAF gedreht wurde.
Die Mühen und Entbehrungen des Krieges gingen an Bishops Gesundheit nicht spurlos vorbei, und so kündigte er seinen Posten bei der RCAF, um in die Privatwirtschaft nach Montreal zu wechseln, bevor er 1952 in den Ruhestand ging. Er starb am 11. September 1956 im Schlaf während seines Winteraufenthaltes in Palm Beach, Florida. Sein Grab liegt auf dem Greenwood Cemetery in Owen Sound, Ontario.

## Werke
- Winged Warfare. 1918 (Nachdruck: Crécy Publishing, London 2007, ISBN 0-947554-90-4).

## Auszeichnungen
- Victoria Cross (1917)[38][39]
- Distinguished Service Order with 3 Bars (1917[40], 1917,[41] 1918[42])
- Military Cross (1917)[43]
- Distinguished Flying Cross (1918)[44]
- Chevalier der Légion d’honneur (1918)[45]
- Croix de guerre mit Palmenzweig (1918)[46]
- Companion des Order of the Bath (1944)[47]

## Ehrungen

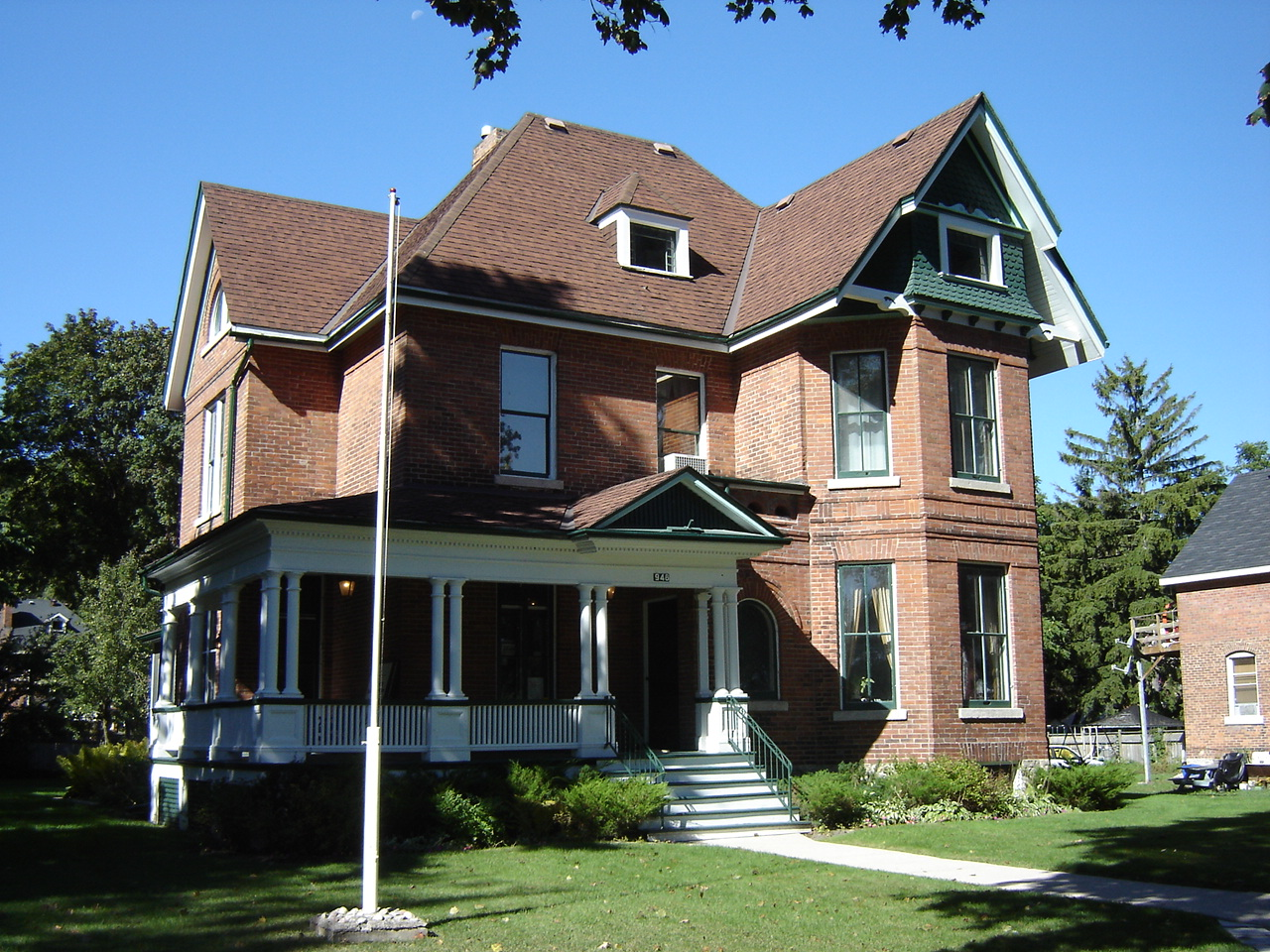
Billy Bishop National Historic Site

Am 15. Januar 1981 ehrte die kanadische Regierung, vertreten durch den für das Historic Sites and Monuments Board of Canada zuständigen Minister, Bishop und erklärte ihn zu einer „Person von nationaler historischer Bedeutung“. In seinem Geburtshaus in Owen Sound befindet sich heute ein ihm gewidmetes Museum und das 1884 errichtete Haus selber wurde am 19. Juni 2002 zur National Historic Site of Canada erklärt.
Der Billy Bishop Toronto City Airport in Toronto trägt seinen Namen.

## Rezeption

### Theater
Seit seiner ersten Inszenierung im Jahr 1978 wurde Billy Bishop Goes to War eines der populärsten und am meisten produzierten Stücke der Kanadischen Theatergeschichte. Besondere Aufmerksamkeit erlangte das preisgekrönte Musical durch Songs, die manchmal rau, manchmal düster, aber immer durchdrungen von der Realität des Kriegs waren. Unter der Regie von Max Reimer wurde das Musical von John Gray in Zusammenarbeit mit Eric Peterson vom 10. bis zum 28. Oktober 2012 im „Globe-Theatre“ aufgeführt. Die Gesamtdauer beträgt eine Stunde, 54 Minuten mit einer 15 minütigen Pause. Das Musical, das außerdem erfolgreich am Broadway und in England lief, ist eine ebenso satirische wie bissig-melancholische Entlarvung des Mythos vom „anständigen“ Krieg.

### Film
Als Fernsehfilm der CBC Television wurde das Werk erstmals am 10. November 2010 in Kanada ausgestrahlt. Unter der Regie von Barbara Willis Sweete wandert der, nur mit einem Pyjama bekleidete, ältere Billy Bishop in seinem, mit Relikten angefüllten, Dachboden auf und ab und erinnert sich an seine Kriegsjahre. Begleitet von John Gray, spielt Eric Peterson Billy Bishop als eine Reminiszenz an sein Leben.
Die kanadische Originalfassung wurde auch in den USA, England und Deutschland ein Erfolg.
Eine besondere Herausforderung nahm Hans Peter Korff in "Billy Bishop steigt auf" (1984) unter der Regie von McCandish an, in dem er fast ein Dutzend Figuren verkörperte. Hans Magnus Enzensberger fügte der deutschen Version noch eine Rahmenhandlung hinzu: Hier erhebt sich der Kanadier William Avery Bishop über den Schlamm französischer Schützengräben und avanciert zum Gegenspieler des Freiherrn von Richthofen.

### Hörspiel
Am 25. Mai 2014 sendete SWR2 erstmals das Hörspiel Billy Bishop steigt auf als Produktion des Südwestrundfunks mit dem Badischen Staatstheater Karlsruhe im Rahmen seiner Reihe Der Erste Weltkrieg. Als Ein Heldenlied aus dem Ersten Weltkrieg bekannt geworden und ursprünglich für einen Schauspieler und einen Pianisten geschrieben, setzt die Radiofassung unter der Regie von Leonhard Koppelmann auf mehrere Darsteller (Ilja Richter als Billy Bishop, Ursula Grossenbacher sowie Henning Nöhren) und die Musik (Peter Kaizar, Wolfgang Tockner sowie Anton Burger) einer kleinen Combo. Im Zentrum steht auch hier die authentische Figur des William Avery Bishop, der vom kanadischen „Hinterwäldler“ zum gefeierten Kriegshelden und Luftmarschall der britischen Air Force aufstieg. Die Übersetzung stammt von Hans Magnus Enzensberger.